# Азырен
Азыре́н (Азреня, Озырен; «смерть») — мифологический персонаж, дух смерти в марийской мифологии. В Сернурском и Парангинском районах также употребляется «Азырен кува» (старуха Азырен) и «Азырен кугыза» (старик Азырен).

## Описание
По одним поверьям — посланник владыки загробного мира Киямата, по другим — в подчинении у Мланде-Водыжа, которому марийцы молятся при заболевании скота.
Духа смерти видят не все, скорее всего, его могут видеть только грешные или злые люди. Праведным он появляется редко, иногда лишь появляется при отделении души человека от физического тела. По рассказам он предстаёт в разных образах: иногда является в виде умершего человека, иногда в виде человека, ездящего на чёрных лошадях с чёрной повозкой. Когда проезжает с чёрной повозкой со своей свитой, уже всем становится ясно, что в деревне кто-нибудь должен умереть. В других поверьях является к умирающему в облике могучего мужчины и убивает его кинжалом.

## Мифы
Согласно одному из мифов, хитрый плотник решил избавиться от Азырена, притворившись, что не знает, как лечь в гроб: Азырен сам лёг в гроб, плотник захлопнул крышку и ночью опустил гроб на дно реки. Тогда люди перестали умирать, но, измучившись от болезней и старости, стали искать Азырена. Луна открыла людям место, где был сокрыт Азырен, и те выпустили бога смерти. Он умертвил хитрого плотника, всех больных и старых, сам же стал невидимым, чтобы снова не попасть в руки к людям.
Образ древнего палача, который убивает умирающего человека, воспроизводится в мифе В. Риттера «Злой Канай и отчего бледна луна» (1928).

## Этимология
Слово заимствовано из авраамических религий (ислама) через татарский вариант «Газраил».